# Col de Latrape
Der Col de Latrape ist ein 1109 m hoher Gebirgspass im  französischen Teil der Pyrenäen. Er liegt im Département Ariège etwa 25 km südöstlich von Saint-Girons und 30 km südwestlich von Foix 8 km von der spanischen Grenze entfernt.
Die Passstrasse verbindet Seix im Tal der Salat  mit Aulus-les-Bains  im Garbet-Tal.

## Anfahrten
Im Westen führt die Strecke von Seix als D3 im Tal der Salat und ab Pont de la Taule auf der linken Seite des Alet als D8F bis Sérac d’Ustou. Hier beginnt nach dem Überqueren des Flusses der Anstieg in mehreren Serpentinen auf der nördlichen Talseite. Nach circa 3 km folgt die Straßen dem mehr gradlinigen Verlauf des Latrape-Baches, dessen Quelle knapp unterhalb der Passhöhe liegt. Die Länge der Strecke ab Ustou bis zum Pass beträgt 5,9 km mit einem Höhenunterschied von 420 m.
Im oberen Teil dieses Anstiegs zweigt die Zufahrt zum etwa 1500 m hoch gelegenen Skiort Guzet ab.
Der östliche Anstieg auf der D8F beginnt in Aulus-les-Bains nach der Brücke über den Gabet. Er steigt ein paar Bäche querend in Serpentinen bis zur Passhöhe an. Die Streckenlänge ist 5 km und 365 m in der Höhe.

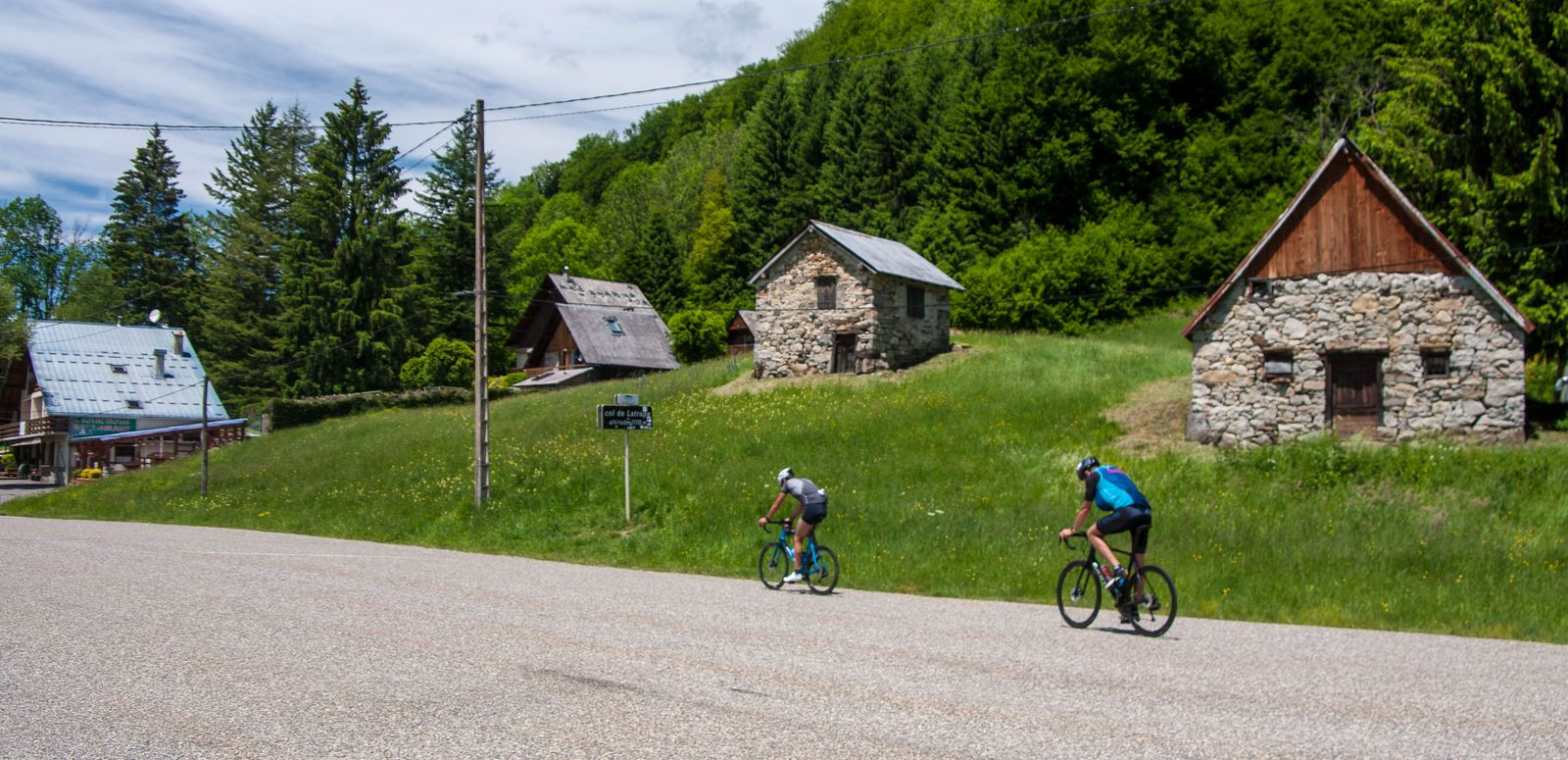
Radsportler an der Passhöhe
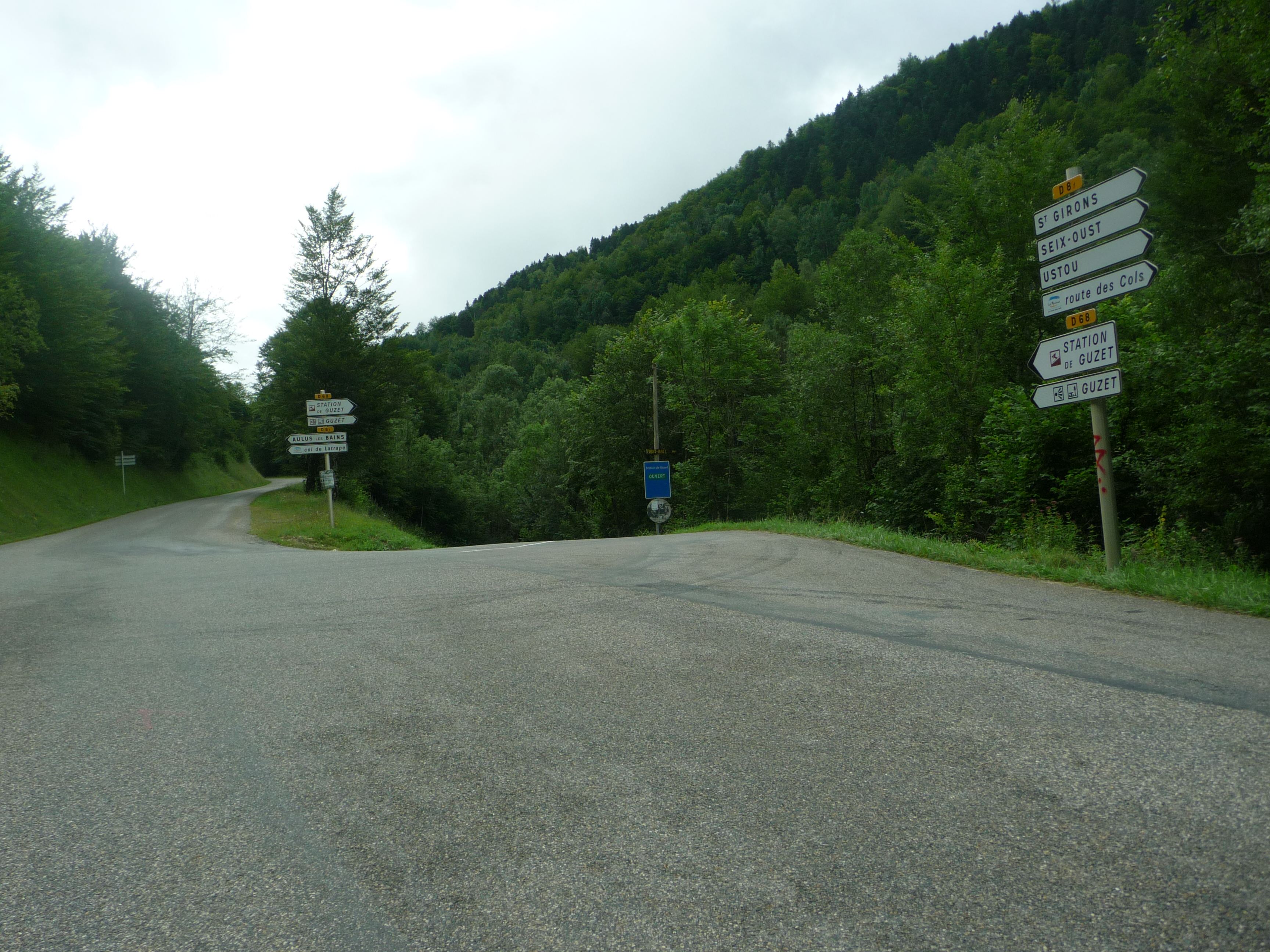
Abzweig zur Station de Guzet